# Hal Osmond
Hal Osmond (Londres, 1902 – Taunton, Somerset, dezembro de 1959) foi um ator britânico de cinema e televisão.

## Filmografia selecionada
- Once Upon a Dream (1949)
- Vote for Huggett (1949)
- Diamond City (1949)
- The Spider and the Fly (1949)
- Your Witness (1950)
- Double Confession (1950)
- Last Holiday (1950)
- There Is Another Sun (1951)
- The Happy Family (1952)
- The Brave Don't Cry (1952)
- Love in Pawn (1953)
- To Dorothy a Son (1954)
- Tiger by the Tail (1955)
- The Gilded Cage (1955)
- Hell Drivers (1957)
- High Flight (1957)
- The Vicious Circle (1957)
- Tread Softly Stranger (1958)
- The 39 Steps (1959)